# 森林公園 (聖路易斯)
森林公園是聖路易斯市西部一個公共公園，坐落於美國密蘇里州。佔地1,371英畝（5.55平方）的大型公園。這座在提議超過十年後，開放於1876年的公園，主辦了幾個重大的活動，其中包含1904年的路易斯安那萬國博覽會以及同年的夏季奧林匹克運動會。以四條大道為界─分別是Skinker Boulevard、Lindell Boulevard、Kingshighway Boulevard以及Oakland Avenue─這座公園以聖路易斯之心而聞名，另外還有一些的景點，包括聖路易斯動物園、聖路易斯美術館、密蘇里歷史博物館以及聖路易斯科學中心。
自21世紀初期，它已經在設施維護上，透過公共私營合作關係，經由總體規劃案支出了一億美元。它的改變也延伸到了美化景觀和棲息地。公園內包含草地和樹木以及許多池塘、人工湖和淡水溪流。幾年來已經恢復園區內的草皮和濕地。這些濕地和草皮減少了淹水次數，而且吸引更多種類的鳥類和野生動物在新的自然棲息地居住。

## 歷史

### 早期的提案
在1864年，一個市區內的大型公園計劃，被聖路易斯的選民否決。在1872年，一名聖路易斯的開發商─希蘭萊·萊芬韋爾，提議規劃一個在市區外三英哩(5公里)，約1000英畝（4.0平方公里）的公園，靠近他所擁有的土地。經過一段激烈的遊說，萊芬韋爾總算說服密蘇里議會授權購買土地。然而，在隔年的1873年，納稅人質疑該購買案，並在法庭上推翻原有的授權。又相隔一年，另一名開發商安德魯·麥金利，編寫了備受合法性挑戰的提案。這次的土地選定茂密森林覆蓋的地區包括Kingshighway沿著橄欖街（今林德爾大道）以西的區域，讓原本的森林公園擴大至1,375英畝（5.56平方公里）

### 公園建立
使用McKinley的提案作為基準，1874年大會通過了森林公園法，該法建立了公園，並設立了全縣物業稅來資助它。在1874年11月，密蘇里州最高法院維持了新的法律，並提到土地所有權和價值的所有問題將交由巡迴審判法庭處理。公園所需土地的最多地權原屬於Thomas Skinker、Charles P. Chouteau、Julia Maffitt以及William Forsyth，之後，他們賣給了城市，其地價總合接近800,000美元。
在1876年，這公園看起來還是農村風貌─在公園的東部和西部邊界都是為土石路（兩條路分別為。Kingshighway和Skinker）。[德佩雷斯河]流過北部低地且在公園裡轉向東南方 ，有時水位非常低，而在某些季節可能淹沒大片區域。公園的西南地區森林密布，且東西向的克萊頓路穿過公園的南部。一塊鐵路用地切過公園的東北角。
Maximillian G. Kern與Julius Pitzman，普魯士出生的聖路易斯的堪測員，設計了公園的原計畫。該公園在1876年6月24日落成，湧進了約50,000名觀眾。官員和樂隊各司其職，並揭開[愛德華·貝茨]─總統亞伯拉罕·林肯的任期內總檢察長的雕像到了1890年代初，有軌電車接到公園，每年帶來接近300萬人次。在這個時期，城市動物園關閉，並將動物園內的動物移到公園的設施裡。

### 路易斯安娜世界博覽會

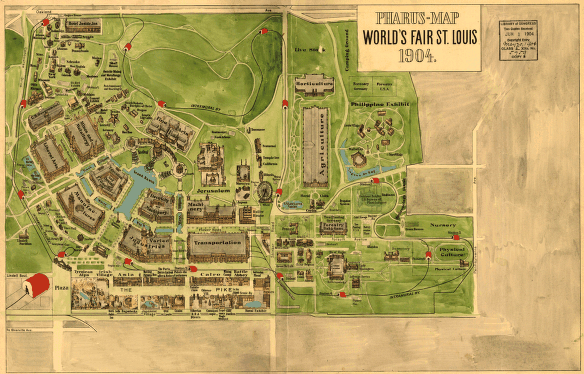
1904年世界博覽會地圖

在1901年，森林公園被選定為1904年世界貿易博覽會的地點，名為「路易斯安娜交易博覽會」。這個博覽會開幕於1904年4月30日，閉幕於1904年12月1日，這個事件為公園帶來了重大改變。 除了博覽會，這座公園還舉辦過1904年夏季奧運會項目─跳水、游泳跟水球。奧運會有15個運動競賽項目，但是女性只能參與射箭項目。這場奧運會也是首次同意非裔美國人共同參與競賽。
George Kessler是一名貿易博覽會的景觀建築師,他大大地改變公園形貌─公園西部的濕地區域被排乾，並將它改成一些噴泉，其中還連接5個湖泊。展會期間安裝的下水道和供水線路仍然為公園市民使用。博覽會舉辦完後，種植上千棵樹木，以及創造新的景觀(詳細在下面介紹)。 在1909年，博覽會的的董事們提供博覽會的盈餘，在原本博覽會的入口建立了托馬斯·杰斐遜的紀念碑;當紀念碑完成於1913年，它同時也成為密蘇里歷史博物館的一部份。 其他博覽會後留下的建設包含聖路易斯美術館、神化的聖路易斯雕像(法國國王─路易九世)、1904年鳥籠 (現今動物園的一部分)以及位於藝術山丘的山腳下，博覽會時祭典廳與瀑布的位置的大盆地。在森林公園裡的世界貿易博覽會展館(雖然經常會誤以為是博覽會期間遺留下來的)是博覽會結束後才建的，在1909年以博覽會的收益所建造。
藝術宮殿在森林公園中常被稱為聖路易斯美術館，內部展示分成六大分類:油畫，銅版畫，雕刻，雕塑，建築物，借展品和工業藝術。除了藝術展示品，許多新奇事物(在那個時期)，也在博覽會中首次展示在世人眼前。例如:電力，在當時被認為還在萌芽時期的工業產物，以各種方式展示給眾人。博覽會的與會者皆被從裡到外的重要建築物跟道路上的電力照明所震撼。博覽會中還同時展示電器插頭跟牆上的插座。此外兩項引人注目的技術成就─X射線機與嬰兒培養箱也在該博覽會中展出。

### 佩雷斯河
有一段時間佩雷斯河直接流過整座公園，但基於衛生考量，一部分的河流改成經由地下木製箱涵。在1930年代,穿過公園部分的河，全部轉移到地下混凝土管線。接下來，連接公園湖的人工水景園區也完工了。而這條河現在依然處在公園的地下。
自從2000年起，在公園裡的許多區域已恢復成草原和濕地;這些新的棲息地不僅減少洪患，也吸引了大量增加的各種鳥類和野生動物。
這些改變，提供在公園裡步行和騎自行車的人更豐富的體驗，也同時恢復該地過往的蟲鳴鳥叫。

### 醫院租賃的提案
在1973年，巴恩斯─猶太醫院，位於橫跨Kingshighway，公園的東部邊緣，租用森林公園南邊的區域，做為建設地下停車場的區域。當設施完成後，在停車場上方的平面，安裝遊樂場；在1983年，租期延長至2050年以及停車場也已擴大到1900多空間。.從2006年開始，醫院從事城市重新談判租約，以便建築物在該地點的建設，被稱為Hudlin公園（雖然這本來是森林公園的一部分）。醫院提議還包括租賃46年，2096之後的擴展，提供醫院長達90年租賃。根據該提議，每年的租金將從15萬(美金)增加到160萬(美金)和220萬(美金)之間。醫院要求租賃面積超過9.3英畝（38,000平方）為此將支付220萬美元，或作為替代，將租賃面積換成當前9.3英畝（38,000平方）為此它會每年支付$160萬美元。
從醫院2007年1月修訂提議，城市將獲得$200萬的租金─9.3英畝（38,000平方），而醫院會同意改進森林公園的兩個區域。
2007年2月，獲得市主計長─Darlene Green （在收支平衡，提議租賃提案，市議員的全體董事會的聖路易斯董事會，三名成員其中一名成員）的支持下，醫院同意為北聖路易斯的創傷中心，建設、招募資金以及補齊工作人員。在2007年2月的修訂版，醫院同意保留土地的15%作為綠地。

儘管，有相當大的抗議活動，該提議推進到聖市議員路易斯董事會。
一個叫公民保護森林公園的激進組織，收集28000多個地方曙名，要求所有租賃或銷售的公園用地，必須經由全市範圍內的選民批准選舉措施。但是，在2007年4月頒布選舉措施的兩個月後，修訂後的租賃依然是經由全體參議員通過。

## 應用

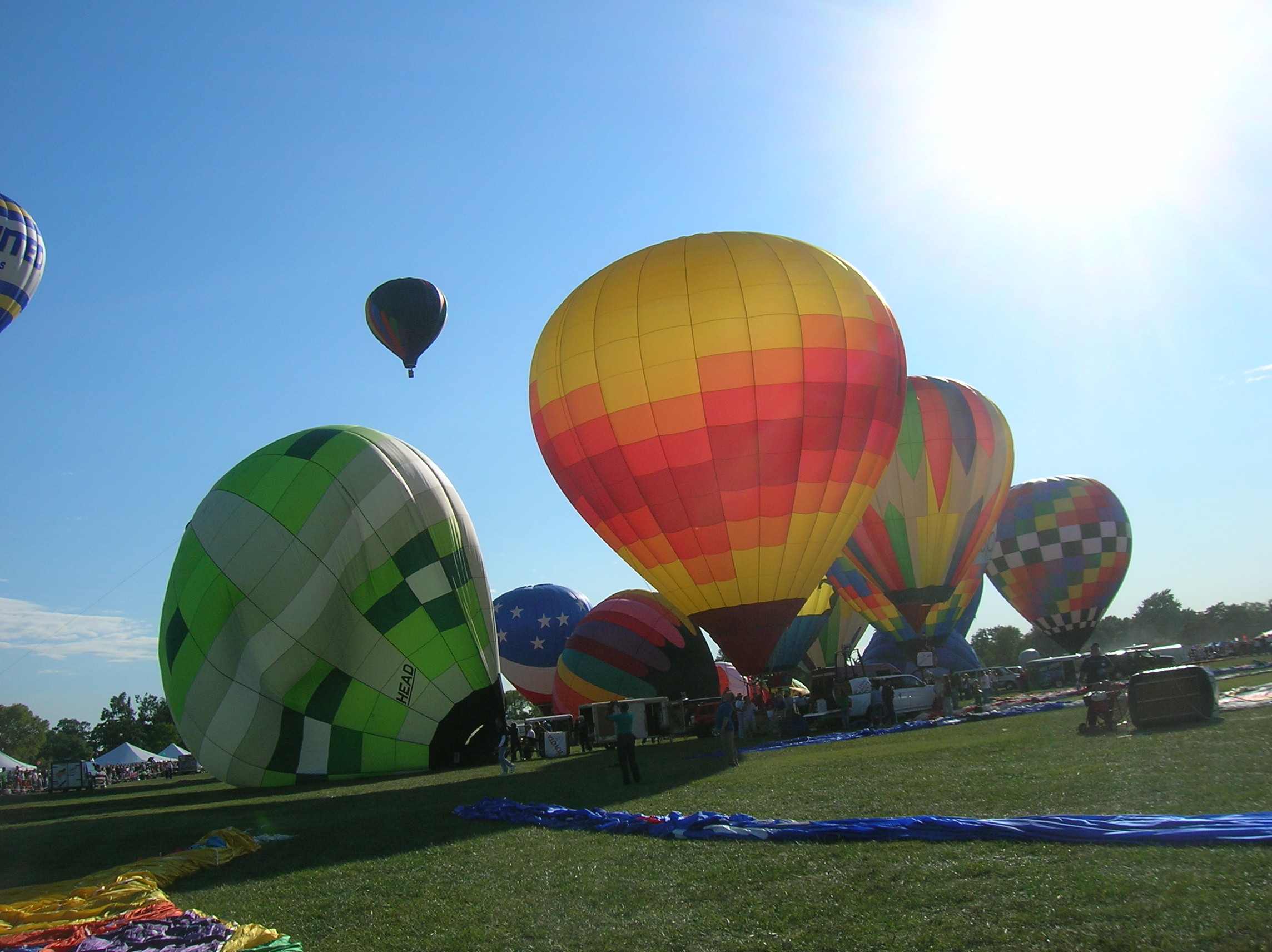
美好公園的熱氣球展─每年度的熱氣球競賽與展示

森林公園每年有超過1200萬人次參訪，超過了全年到訪[Busch體育館]和[杰斐遜國家擴展紀念區]相加的人次。公園有來自多處的遊客光顧，其中包括外國觀光客和本地遊客，遊客到訪此地的協會與特別活動。有大約三分之一的遊客會在園區前10英里（16公里）的地方活動，另外三分之一在10英里到30英里（48），剩下的三分之一遊客則在30英里（48）深處活動。約有百分之八十八遊客開車來公園，而仍有百分之十二的人選擇搭乘大眾交通運輸工具、走路或是騎腳踏車來公園。有11多個進入公園的點，透過公園邊境，列舉如下:
- 東邊: Clayton大道(向外道路)、Barnes Hospital汽車道、西派(West Pine)大道(偏西)
- 西邊: Forsyth大道、Wells汽車道(向內道路)
- 北邊:西派(West Pine)大道、聯合汽車道、Cricket汽車道、Debaliviere廣場
- 南邊:Tamm大道、Hampton大道

有百分之六十的使用者把Hampton大道作為入口，這導致了在最近幾年已經變得更加嚴重的交通擁堵問題。
 為了解決這個問題，交通已經重定向遠離公園的Hampton入口處，並用無軌電車來接送顧客。
森林公園也主辦一些年度聖路易斯文化節或是娛樂活動，包括美好森林公園的熱氣球競賽、聖路易斯音樂盛宴(August 27–28, 2011)、聖路易斯與會莎士比亞、聖路易斯地球日嘉年華以及聖路易斯非洲藝術節。 一年一度的聖路易斯葡萄酒節、啤酒文化遺產節、和聖路易斯微思忒（一個釀酒展示節）也都在森林公園舉辦。在冬天的月份，珠寶盒溫室主辦一品紅展示，並以此作為節日的裝飾。森林公園也會舉辦運動活動、如聖路易斯格調系列（每年路途活動），午夜漫行（夜間騎自行車活動）、森林公園越野節以及各種跑跳健走募捐。 九月初，藝術山丘上，聖路易斯交響樂團提供免費的戶外音樂會。聖路易斯藝術博物館主辦免費的戶外電影放映─在夏天的藝術山丘上。
由於裝修拱門的緣故作為展示博覽會的新契機，第一次聖路易斯博覽會在2014舉辦於聖路易斯森林公園。本次博覽會取得了一個平穩起步，於7月3日。

## 特色
森林公園，五個地區主要機構的家:
聖路易斯藝術博物館、聖路易斯動物園、聖路易斯科學中心、密蘇里歷史博物館和Muny露天劇場。
它擁有多種康樂設施，包括德懷特·戴維斯網球中心，斯坦伯格溜冰場，船屋Restauran（與船租金），森林公園鄉村俱樂部，高地高爾夫球場和網球中心，手球球場、壘球球場、棒球場、足球場、板球場、橄欖球場和射箭場。

### 聖路易斯動物園

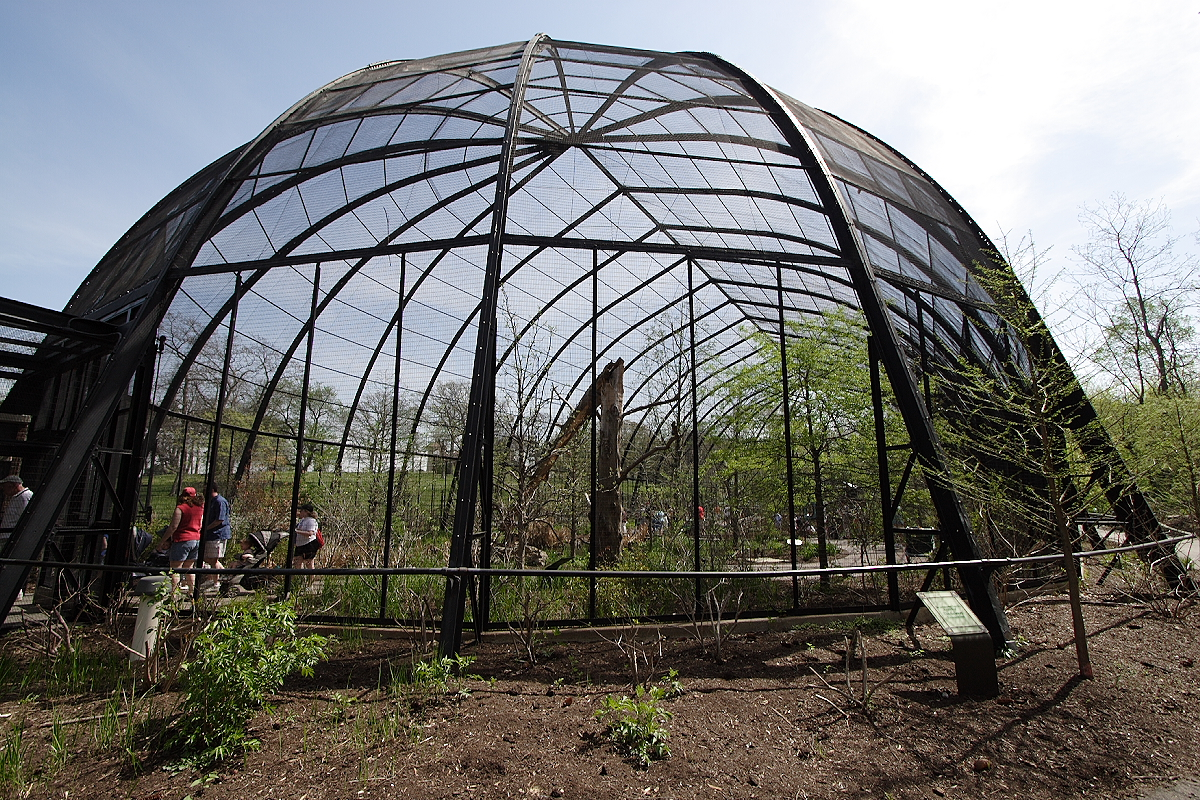
1904年─鳥籠，一個聖路易斯動物園的鳥舍

最多人氣到訪的公園景點是聖路易斯動物園，它是1910年免費開放的動物園。
在2010年，這座動物園吸引超過290萬的遊客，目的是，因為這裡擁有超過18000隻動物。動物園分成五個動物區：沿著河的邊緣，含括：大象、獵豹和鬣狗；在野地，有企鵝，熊和巨猿；發現區，是小動物區；紅石區，以獅子、老虎和其他大型貓科動物為特色；最後是公園裡最老的地區，歷史的山丘，這裡有1904年的鳥籠、一個herpetarium以及靈長動物類的房子。第六動物園區，被稱為湖濱路口，提供多種餐飲和零售場所。為了便於照顧動物，動物園還設有獸醫院和動物營養中心.

### 聖路易斯科學中心
聖路易斯科學中心，位在64號州際公路上森林公園的南部邊緣，在2010年略超過100萬人次造訪。麥天文館，科學中心的一部分，是封閉的設施，由主樓的行人天橋連接。除了Orthwein StarBay天文館秀上擁有超過9000顆星80-英尺（24-）的天花板與設施提供了在太空中生活的展示品。還和聖路易斯天文學會共同主辦的每月一次的公共觀星活動。

### 密蘇里歷史博物館

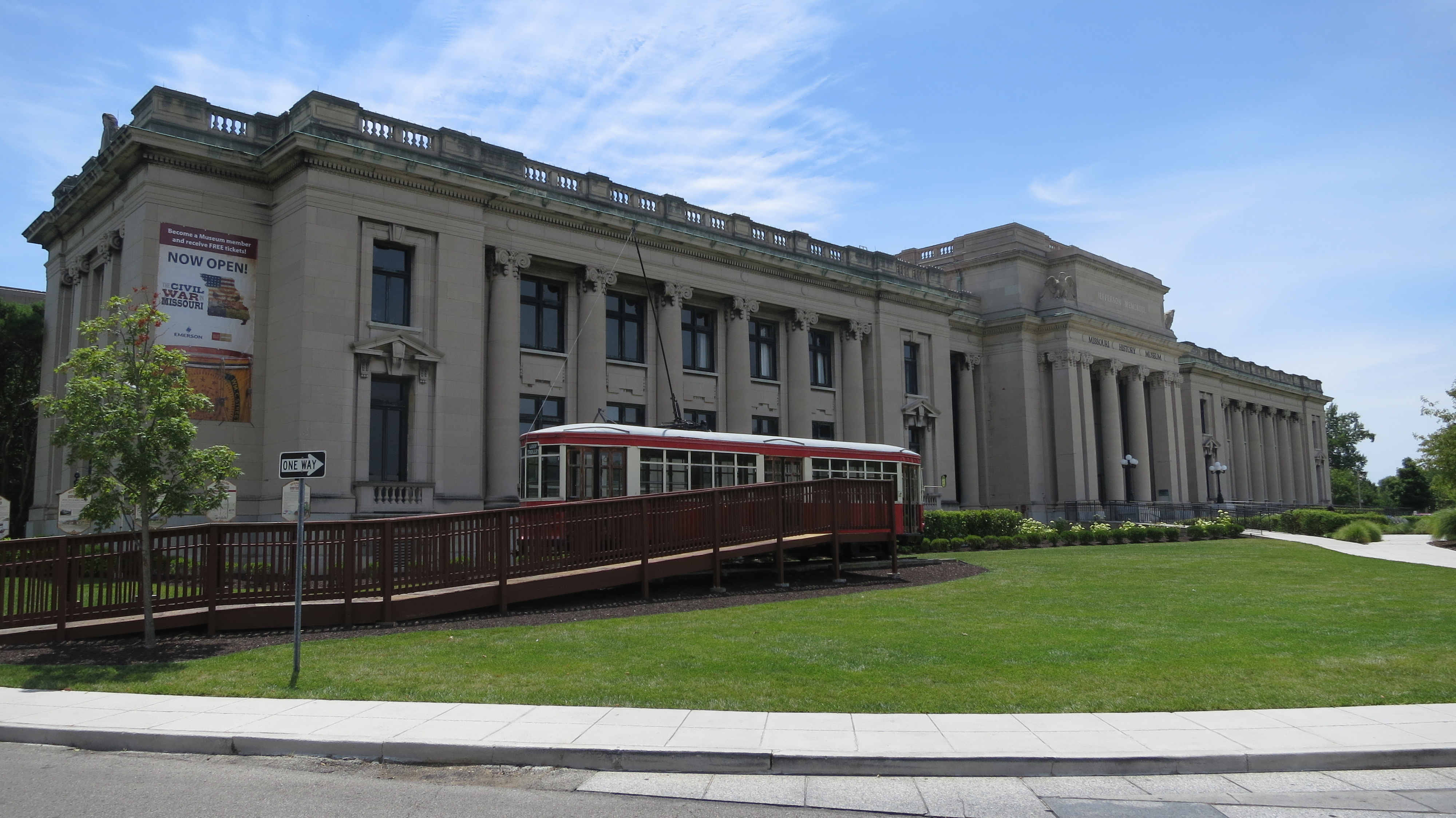
1913年開放於森林公園的密蘇里歷史博物館。

密蘇里歷史博物館，位於公園的北部邊緣，在2010年略超過50萬人次到訪，為的是它的永久和即時展覽。博物館有兩個連續的展品：”探求聖路易斯”，兩個畫廊專注於歷史[大聖路易斯]；和”1904年的世界博覽會上，回首展望“，文物是從路易斯安那博覽會購買來的展品。博物館有16噸重的托馬斯·杰斐遜雕像─[卡爾苦]所雕刻 ，這是博物館於1913年開放時，同期揭幕。在2000年，博物館完成了一項重大的擴展，增加了艾默生中心─一個92,000-平方英尺（8,500-平方）的建設有24,000平方英尺（2,200平方）的展覽面積，李禮堂─一個350個座位的劇院，以及零售和餐飲場所。

### 聖路易斯美術館
聖路易斯藝術館，它開放為美術宮的路易斯安那購買博覽會的一部分，設立於博覽會中唯一的常設建築。該建築由Cass Gilbert所設計，擁有一個特別完整，極具深度美術館，內容含括海洋藝術、前哥倫布藝術、古中國青銅器以及20世紀德式藝術。
在2010根據建築師─大衛·奇普菲爾德─的引導下，博物館開始擴大和改造工程。建設搬遷與地面停車場增加下，創造了一個新的低級別的畫廊，共有超過200,000平方英尺（19,000平方）新的建築面積，讓更多的收藏品能夠被展示。該企劃案還包括新白樺樹林的造景。特定站點的雕塑是委託─[安迪戈茲沃西] ，在2012年秋天完成安裝的，名為石海 。

### 曼尼(The Muny)
Muny ，正式名稱為聖路易斯市戲劇家協會，在森林公園自1916年以來經營至今。第一部作品，皆大歡喜─威廉·莎士比亞，早於目前的建築上使用一年；作為廣告約定的一部分，聖路易斯於1917年建造市政劇院。開始於1919年， Muny成立，在11000個座位的劇場中，超過1500個座位，被作為永久免費保留位。

### 珠寶盒

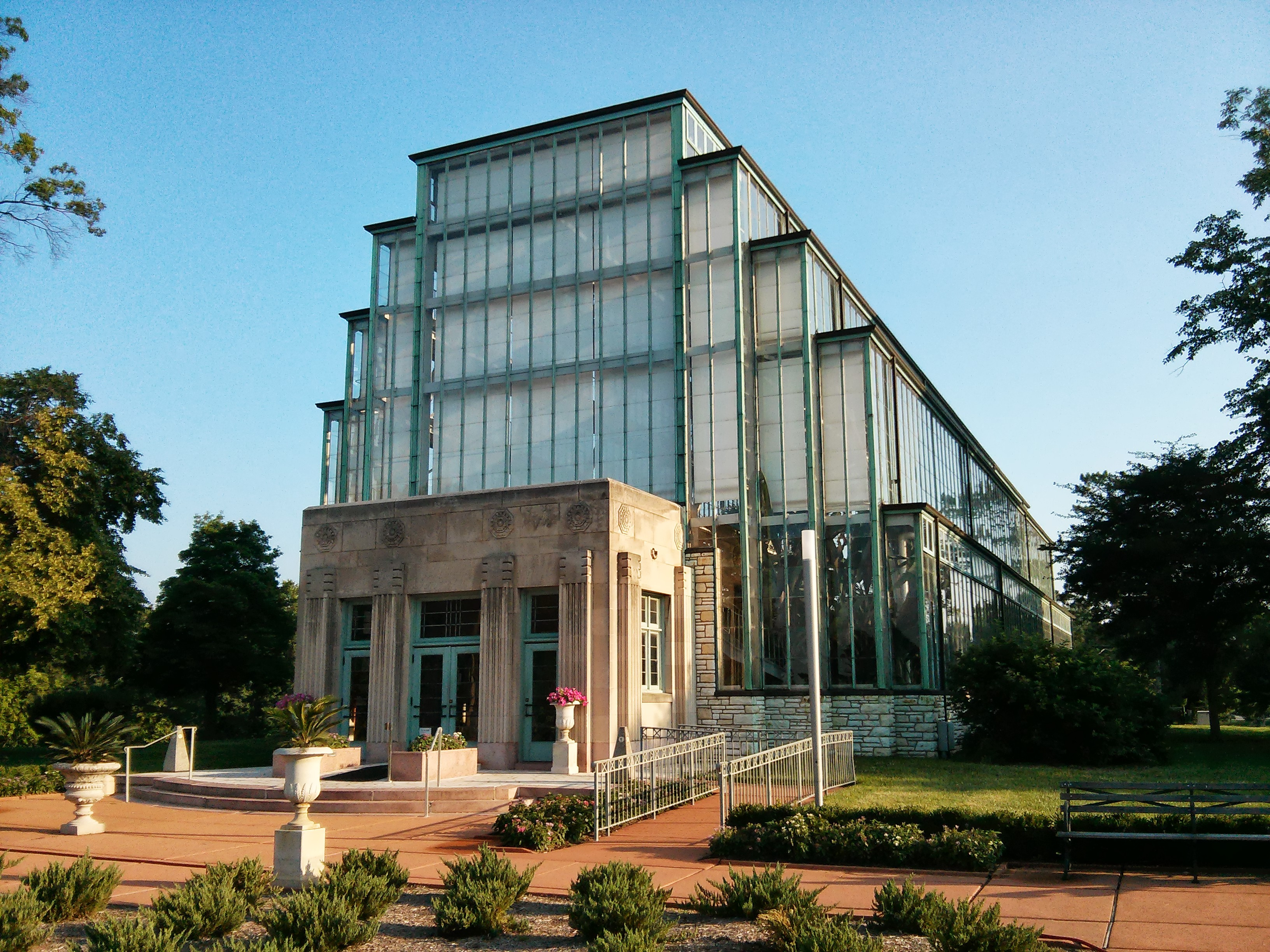
珠寶盒，溫室及活動場地

珠寶盒，一個藝術裝飾型溫室，作為活動場地和園藝設施。 該建築物有近7,500平方英尺（700平方）的展示空間， 55英尺（17）高，它所使用資金來自於[工作進展管理]並建於1936年珠寶盒於2000年被國家註冊為歷史史蹟。
在2002年，珠寶盒獲得350萬的翻修費用，其中包括，移除與重新安置內部植物，並升級加熱系統和空調系統，然後修改，用來作為照顧事務使用。

### 德懷特·戴維斯網球中心
德懷特·戴維斯網球中心─一個設有19個夜光網球場同時也是一個會所，以一名聖路易斯網球選手─德懷特· F.戴維斯─的名字命名的。該設施提供網球培訓計劃，並贊助比賽。這裡主辦過當地王牌網球隊的競賽，在一個有1100個座位的體育館裡比賽。在2006年和2007年，一些場地進行了整修，並提供新的遮陽簷篷和長凳給運動員和觀眾。

### 船屋
在森林公園，船屋，是一間餐廳和負責船的租賃服務。自從森林公園於1876年開創以來，划船一直是公園裡的活動；在1894年，聖路易斯郵報支付超過6000名工人，擴展公園中的其中一座湖泊。在21世紀初，新船庫在藝術山腳下開放兩個路徑給郵報湖和大盆地。該船屋，全年無休，並提供了腳踏船出租。船屋是由聖路易斯建築師─洛朗托爾諾，在20世紀初美國中西部船屋別墅風格來設計。

### Pagoda圓環

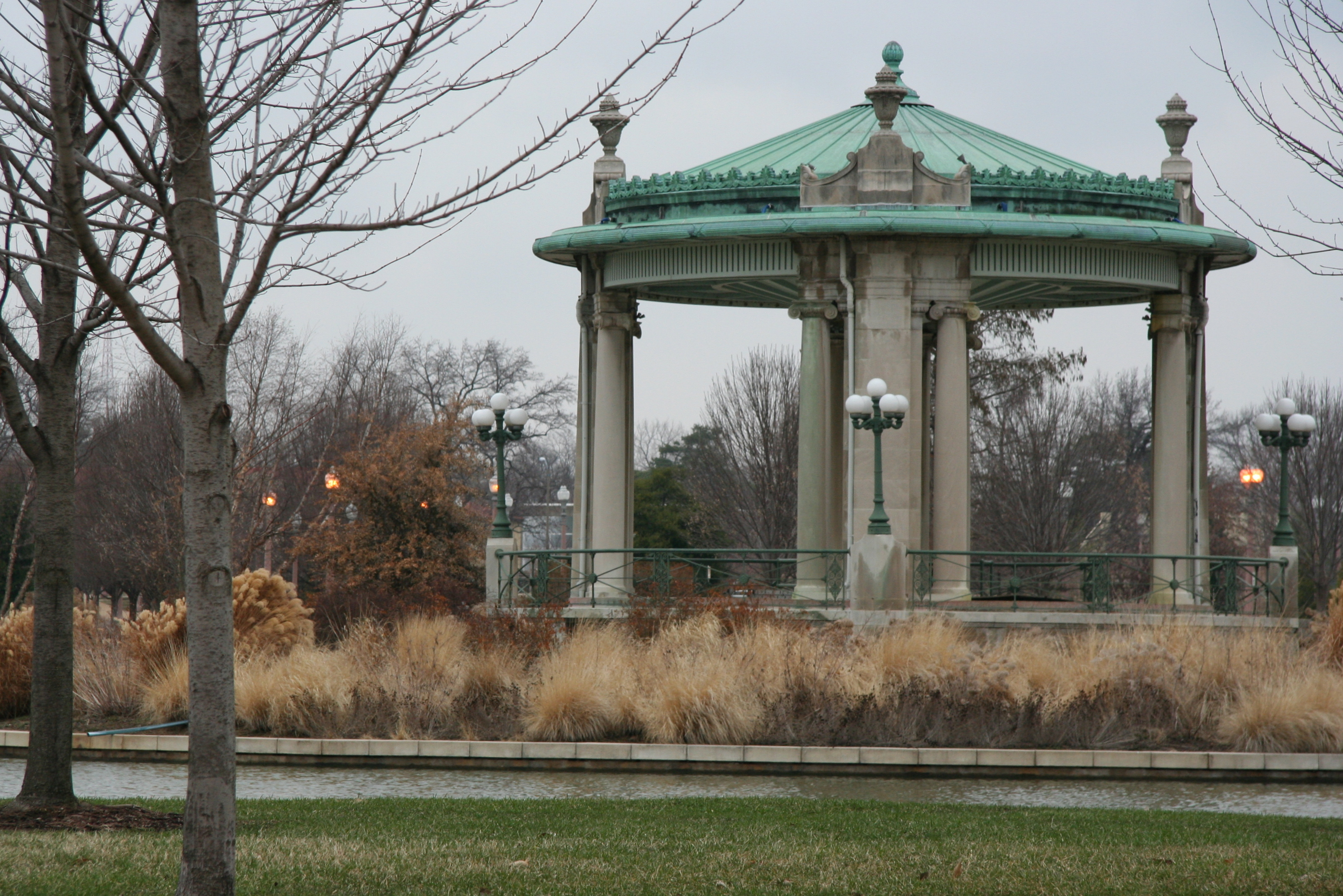
在Pagoda圓環的音樂台

Pagoda圓環，地處Muny面前的，是一個圓形的驅動器，位於環繞湖邊的一個島嶼。在島上的是彌敦道弗蘭克音樂台，這是在1926年，利用當地商人─[彌敦道弗蘭克]，捐贈的資金建的。演奏台呈現古典風格 ，取代了較早的亞洲主題結構。在21世紀初，該區域的綠化恢復，由植物保護協會和聖路易斯公園處的設計師群─Oehme, van Sweden and Associates─負責；超過27,000宿根花卉種植在該地區。

### 丹尼斯和朱迪思·瓊斯─遊客和教育中心
丹尼斯和朱迪思·瓊斯遊客與教育中心，前身以林德爾閣聞名，始建於1892年，作為一個林德爾鐵路的電車站。按[Eames and Young]設計，遊客中心是西班牙復興的風格。在1904年，它是由世界博覽會租用。
1914年，該建築物開了一個高爾夫球店和更衣室，它一直持續沿用到21世紀初。毗鄰的森林公園高爾夫球場的改造後，該建築被轉換成公園遊客中心。400萬轉換計畫，修復鐘樓，並安裝新的供暖和空調系統，公共廁所和更衣室。該設施 22,000-平方英尺（2,000-平方）的部分，作為活動場地被稱為車室，可容納400人。而永續之森林公園，一個當地非營利組織，運營總部設在這棟樓裡。大樓的其他群體包括密蘇里保養部門、老年人服務與資訊系統（OASIS） 。其中的恢復包含了，森林公園咖啡館─專賣咖啡跟三明治的店。該建築以世界博覽會租用自行車的基礎上，其租用巡洋艦自行車供市民在公園使用。

### 斯坦伯格溜冰場
在斯坦伯格慈善信託基金捐贈資金之後，斯坦伯格溜冰場開放於1957年11月。 埃塔斯坦伯格─馬克·斯坦伯格的妻子，給了超過600,000美元，將近935,000美元在溜冰場的花費上。該場所在冬天開放給民眾溜冰，夏天則開放給民眾打沙灘排球。然而，在1950到60年代經常有人在這裡遊玩冰上曲棍球，這裡的場地太大，而且缺少短跑運動員的規範系統來防止他人允許遊玩，一直持續到今天；但是，在溜冰賽季即將結束時，一個慈善埤塘曲棍球錦標賽這裡被舉辦。同時還設有餐飲和特許區域─稱為雪花咖啡館，提供了美式美食和酒。
在21世紀初，溜冰場進行了140萬裝修，包括一個新的場面，製冰系統，以及新的燈光和音響系統除此之外，溜冰場用的停車場，從北端移動到南端。草原和濕地河區取代了北端停車場，並在附近相鄰的湖提供步行道和觀鳥區。

### 世界博覽會展館

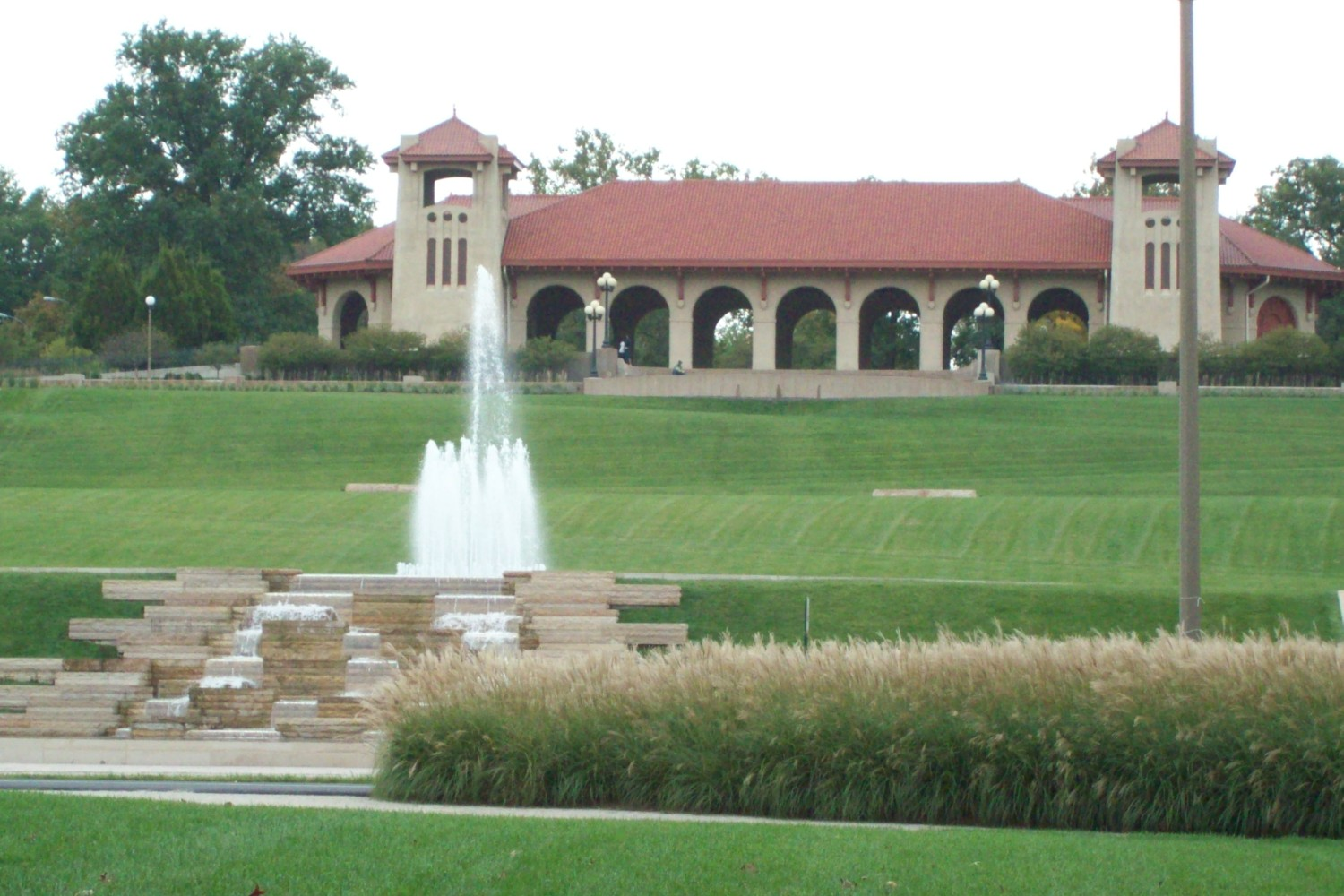
世界博覽會展館在政府山丘上

位於政府山丘上，世界博覽會展館開放於1910年，來自路易斯安那貿易博覽會委員會的禮物；它有助於履行承諾，恢復1904年世博會後的園區。由英國建築師─亨利·懷特（景觀設計師），展館最初花費了35,000美元來建設。
在21世紀初，該建築進行了約110萬美元的修繕，增加了新的衛生間和一個廚房餐飲。拆除東邊拱門建築後(從而開放該建築的原始狀態)，安裝新的照明，並重建雙子塔。

### 森林公園的高爾夫球場
森林公園高爾夫球場，也被稱為森林公園或諾曼Probstein社區高爾夫球場，開設於1912年作為一個九洞高爾夫球場。 原來的球場是由蘇格蘭人─羅伯特Foulis ─設計，同時也是一名在聖安德魯斯老球場的僱員，而第二和第三組的九洞是在1913年和1915年完成。1929年，森林公園高爾夫球場是美國業餘公開林克斯錦標賽的所在地。
介於2001年到2004年間，三座球場與會所在球場設計師─斯坦·金特里，引導下完全重建。該重造募資，一開始是由美國聖路易斯開發者─諾曼Probstein─以200萬美元作為禮物，其次是捐款200萬美元─鷹高爾夫，240萬美元─丹福思基金會，450萬美元─永續森林公園，和160萬美元左右─聖路易斯市。 這三個重建球場的名稱是根據聖路易斯樹木來命名：山楂是一個相對平坦，適宜步行的格局；山茱萸是一個有些丘陵起伏與水航道的球場；而紫荊花是非常劇烈的山丘起伏也是三個球場中最具挑戰性的格局。一個玻璃帷幕的會所，提供三個球場的服務，並設立一間餐廳開放給所有的公園使用者─以魯斯的燒烤聞名的餐廳。完成裝修後，森林公園高爾夫球場在當地報紙─濱河時報─被評為當地最佳的高爾夫球場。

### 高地高爾夫球與網球中心
高地高爾夫球場和網球中心，前身為三A高爾夫和網球俱樂部，在1897年開放於當前森林公園高爾夫球場的地點；由於1904年世界博覽會的興建，該球場搬到了70-英畝（280,000-平方）大的地方，靠近森林公園的東南角。新的地方包括一個九洞的高爾夫球場、網球、手球、排球場、跑道、以及棒球和曲棍球場。在這個高地網球場，其中運動員[吉米·康納斯]開始了他的職業生涯，以及該設施主辦了[戴維斯杯]預選賽於1927年、1946年和1961年。Judy Rankin在年輕時，在三A高爾夫和網球俱樂部
開始她的職業生涯。介於2008年到2010年之間，高地進行了全面改造，以嶄新的九洞高爾夫球場，紅土網球場的安裝，一個新的30失速點亮[高爾夫練習場] ，和一個提供全方位服務的酒吧設施─稱為Keagan的酒吧和露台。

### 湖邊與水邊特色

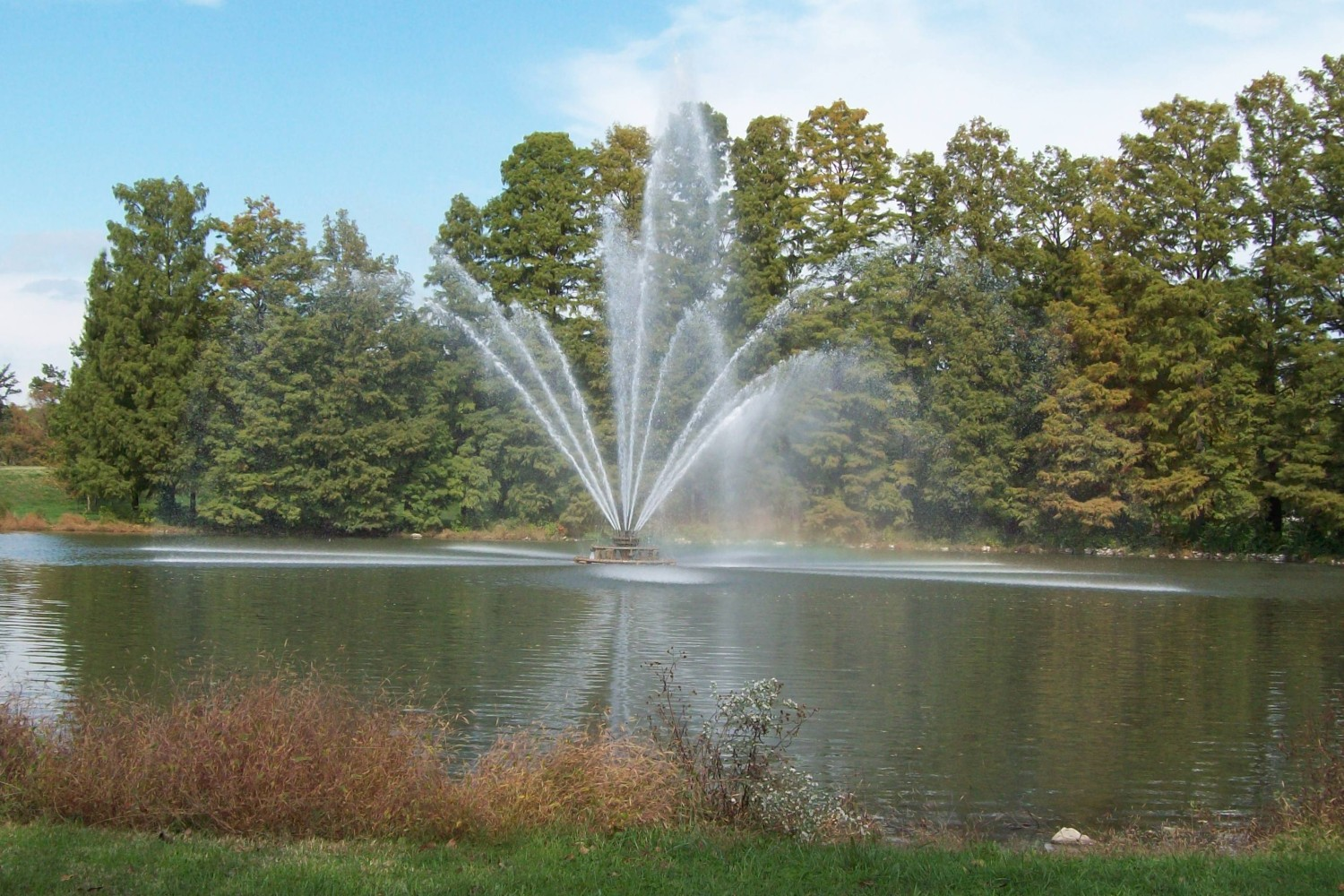
圓形湖泊中極具特色的大噴泉

75-英尺（23-）高的瀑布，位於藝術館西北方，並在1904年世界博覽會期間將該瀑布命名為流下藝術山。公園也有圓湖和杰弗森湖，後者則擺放著垂釣者。密蘇里環境保護部門，幫助公園湖泊中，魚類孵化場的運作。在21世紀初，湖泊被抽乾，深化，充氣和流放新的魚。 一座穿越河流的新橋也被建造，用來作為提供湖泊使用。

### Kennedy之森以及Kennedy之木
Kennedy林位在公園的西南角，而Kennedy之木區臨近公園中心Muny。肯尼迪森林以健走步道為特色，而Kennedy之木區則是一條穿過野花和當地密蘇里州工廠的步行道，並由密蘇里環境保護部維護。

### 卡巴納之屋

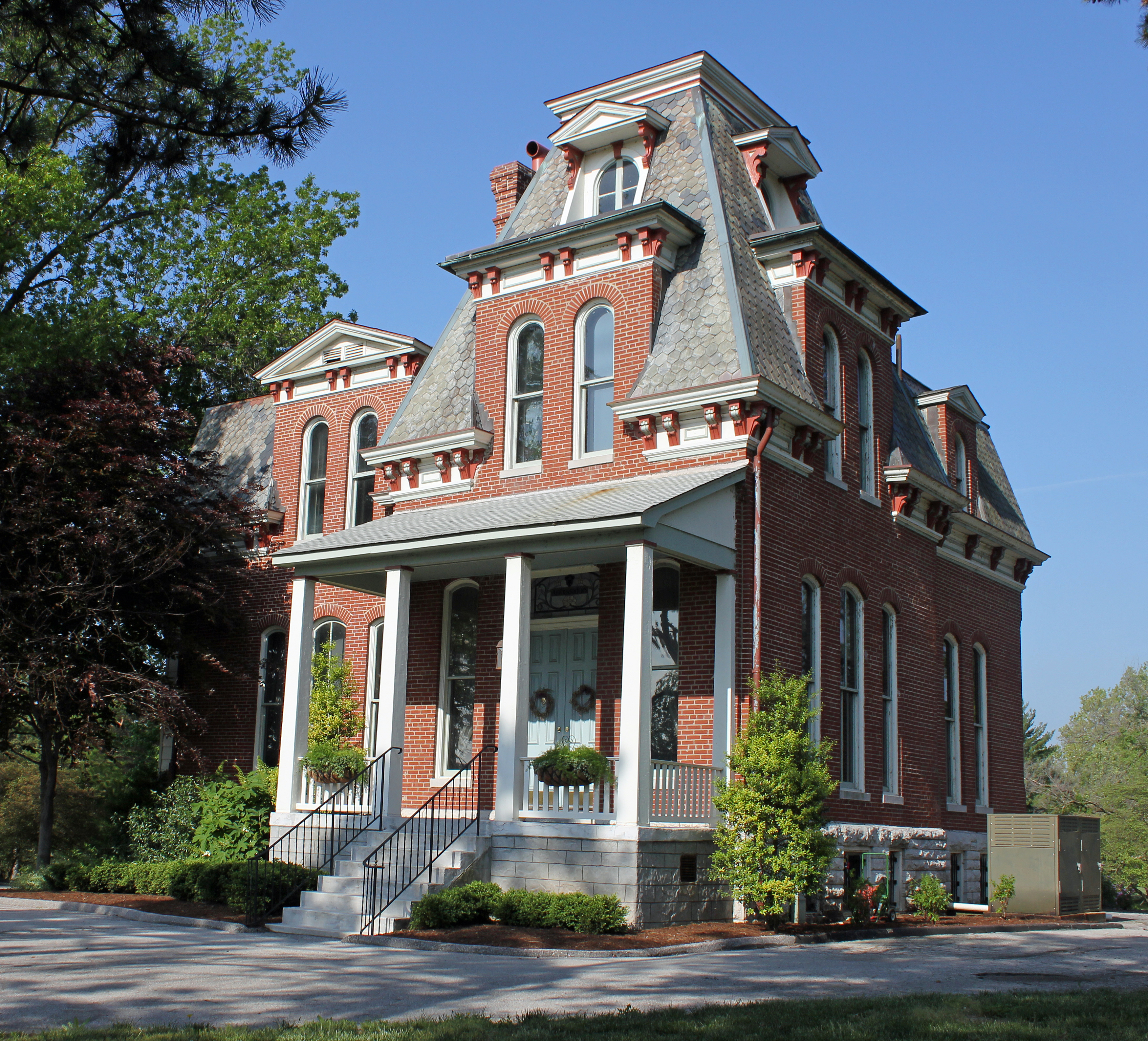
卡巴納之屋，被稱為森林公園總部

卡巴納之屋，建於1876年，在公園裡是歷史最悠久的建築之一，並已被列入國家歷史史蹟。原本的卡巴納之屋是毛皮貿易商─法國克里奧爾語，在1819年所建造的。他的後人把它作為一個農舍，直到他們在1875年把土地給了城市。當公園開放，農舍被轉換成一個小屋。(它在19世紀80年代被拆毀)
目前卡巴納之屋是由詹姆斯· H·麥克納馬拉在1875年設計的，並以第二帝國風格建造，作為parkkeeper的屋子。從1942年起，房子作為聖路易斯公園專員的官邸。.它於1966年被火災給燒毀。
城市美化委員會修復該建築並於1967年開始將作為辦公空間來使用。在20世紀80年代，聖路易斯大使─當地的民間團體，裝修建設。此後，他們用它作為辦公樓和活動場所。 1985年，該建築被列在國家歷史史蹟─保留其建築的歷史意義。

## 雕像與紀念碑
靠近公園邊緣附近的大瀑布，有一座名為Edward Bates的雕像，他是一位 Abraham Lincoln任期下的美國檢察長。他在聖路易斯曾是一位著名的律師和法官，並且還協助美國奴隸的自由訴訟。他是第一個被安裝在公園裡的雕像。原本位於公園的東南入口，它是在20世紀50年代建設64號州際公路的期間移動。雕像基部的獎章，由 James Eads、Hamilton R. Gamble、Charles Gibson以及Henry S. Geyer來描繪的。
公園中第二古老的雕像是Frank Blair，來自密蘇里州的一位美國軍隊的將軍，同時也是一位美國參議員。該雕像，位於Kingshighway和 Lindell林蔭大道，是1885年5月布萊爾紀念碑協會所捐贈的。位在角落的是現代猶太三百年紀念碑，由Kurt Perisee於1956年雕刻。 紀念第一個猶太人定居於新阿姆斯特丹300週年紀念，主要的人物代表四大自由。1989年，紀念碑花費275,000修復，由Howard Baer─一名動物園、博物館區的組織者─募款，其中基金由地方博物館資助。

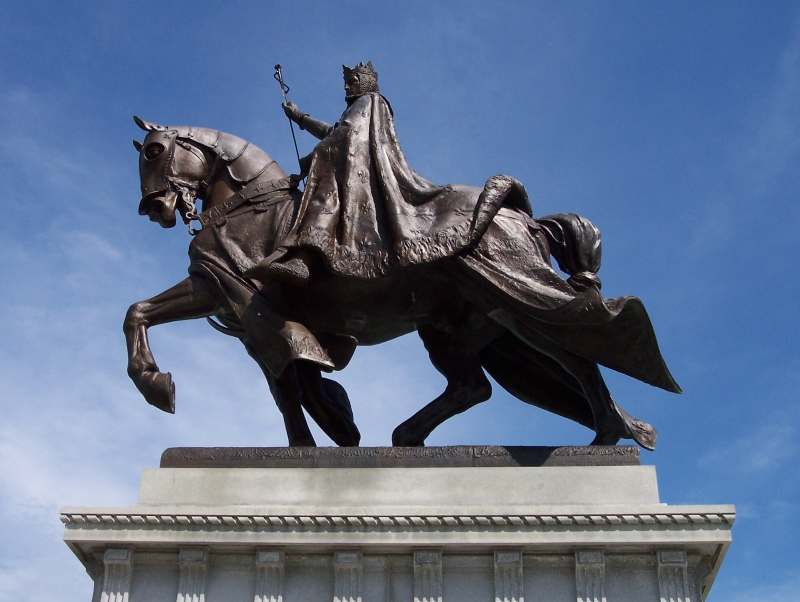
法國國王─路易九世─聖路易斯的神化之尊

聖路易斯神化之尊，位在聖路易斯藝術館的北邊入口處，一座身穿青銅甲冑的法國國王─路易九世，擺著準備戰鬥的樣貌。在21世紀初，這座雕像被修復；超過22,000美元修繕費用，其中包括，清洗雕像、古色的修補、增加保護層，並修復花崗岩基座。原始石膏模型─雕塑家Charles Niehaus，雕刻，並展示在1904年世界博覽會的入口處，而且在1906年時，博覽會主辦方完成了用銅做的像，提供給城市。兩尊位於博物館入口側翼的雕像，分別由Daniel Chester French與Louis Saint-Gaudens繪畫和雕塑。
1913年，聖路易斯體操協會捐贈資金用於建設弗里德里希·雅恩紀念碑，他是體操協會與現代體操的創始人。由Robert Cauer設計，在1904年世界博覽會的時候，該雕像位於目前德國館舊址。接下來的一年，在1914年，女子同盟紀念碑協會捐贈了一尊雕像紀念美國，位在公園的北側，靠近德懷特·戴維斯網球中心。由George Julian Zolnay雕塑，他描繪了一個寓言的天使人物以及一個家中唯一一位男孩即將被送去打美國內戰的人物。
全國音樂家聯合工會捐贈資金建造音樂家紀念物和噴泉來紀念Owen Miller 和Otto Ostendorf─他們是聯盟的成員。創建音樂家紀念物的兩年後，斯坦伯格家族捐贈Joie de Vivre，一座由Jacques Lipchitz設計的作品，用來描繪生活的樂趣，這作品毗鄰於斯坦伯格溜冰場。
位在珠寶盒附近，Colonial Daughter噴泉，由Missouri Society of Colonial Daughters在1947年捐贈的。同樣在珠寶盒廣場上，一座St. Francis of Assisi雕像，由Carl Mose雕塑，Mrs. Harry Turner捐贈；她的丈夫是一名聖路易斯的出版商。

## 森林公園照片

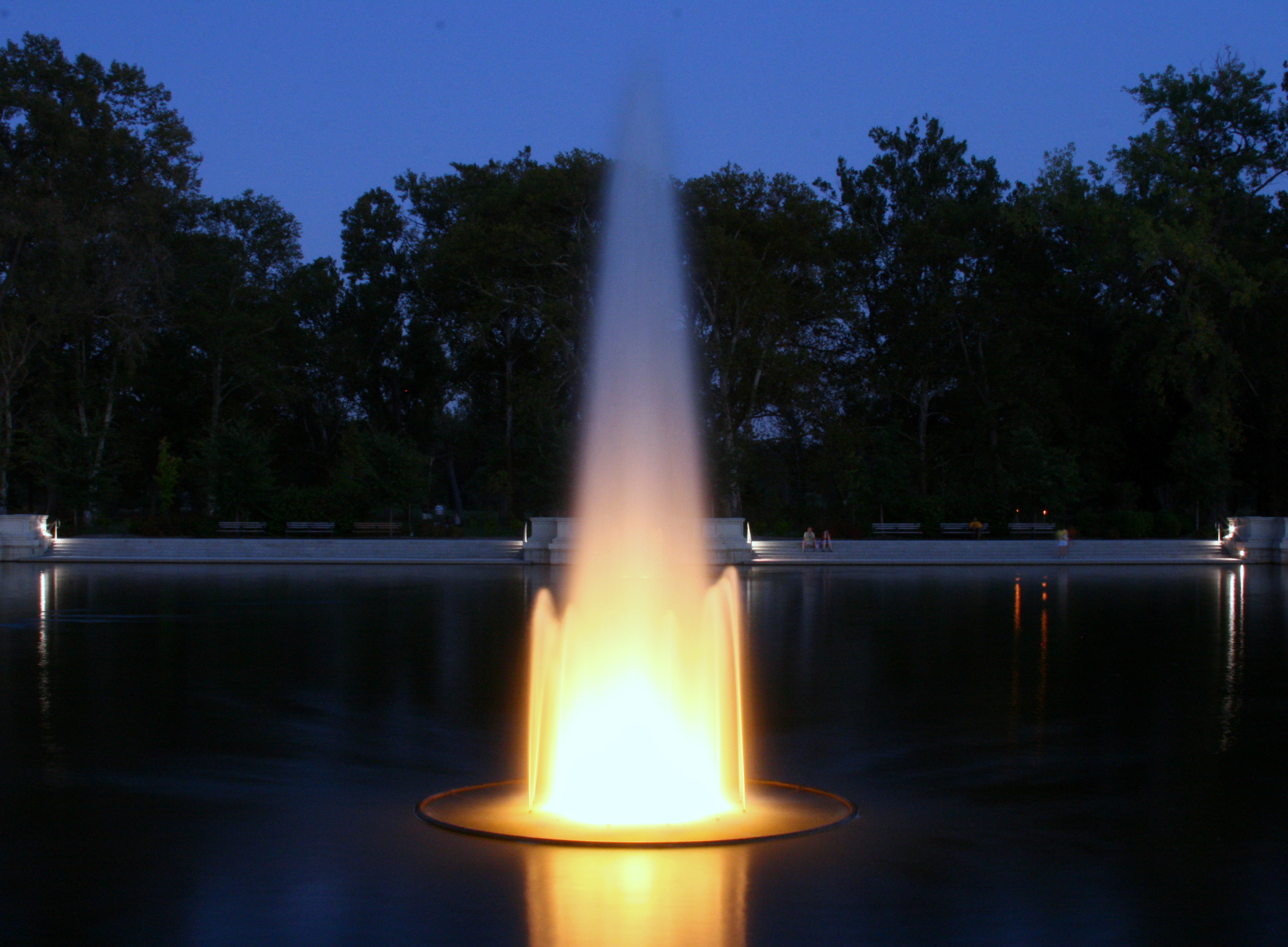
人工地底噴泉(森林公園)
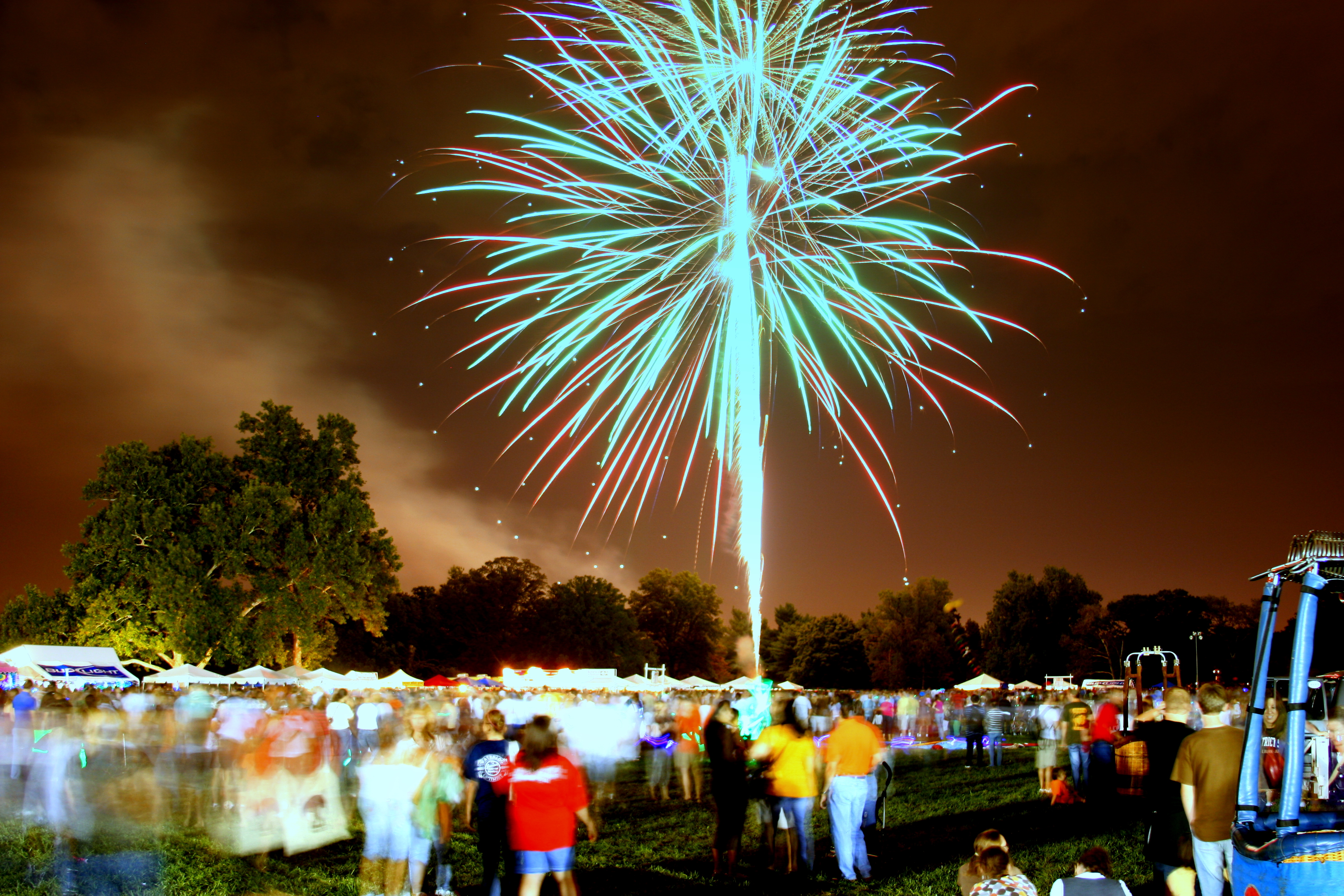
一年一度的夜光熱汽球節之煙火(森林公園)
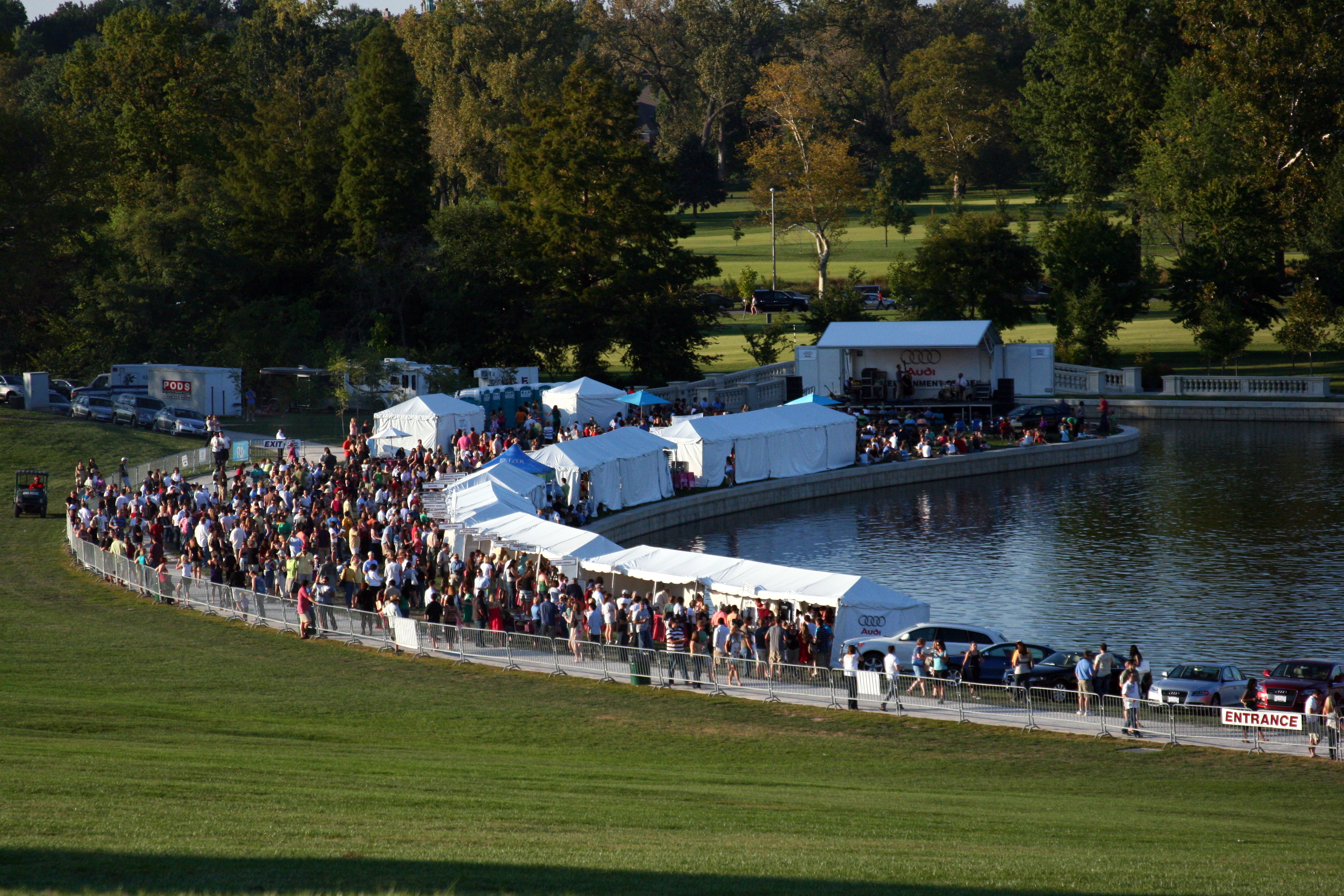
品酒活動(森林公園)
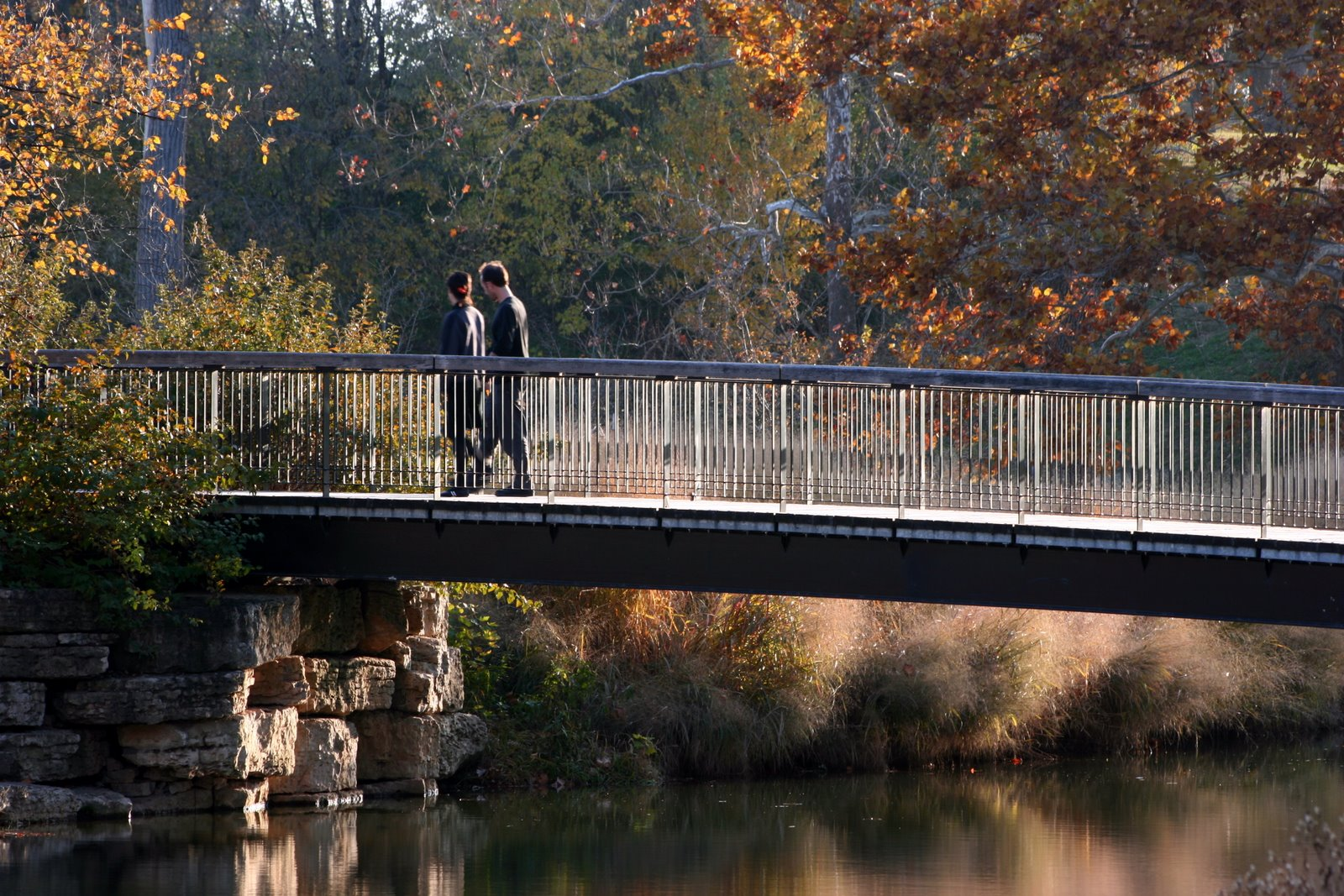
行人天橋(森林公園)
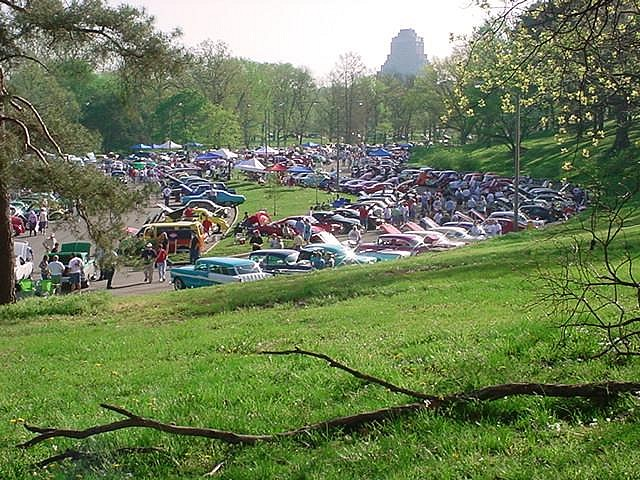
(森林公園)復活節車展─在Muny的低地停車場

## 外部連結
- St. Louis Convention & Visitors Commission Fact Sheet on Forest Park （页面存档备份，存于）
- Forest Park Map (pdf) （页面存档备份，存于）
- Template:Whmc stl photodb
- Website for Forest Park (urban park located roughly on the site of the fair) （页面存档备份，存于）